# Teresa Prats Martí
Teresa Prats Martí (8 de gener de 1895, Ciutadilla, Urgell - 27 de juliol de 1936, Barcelona) fou una religiosa de les Dominiques de l'Anunciata, màrtir de la fe i beata catalana.

## Biografia
Nasqué al si d'una família de llauradors. Amb 23 anys entrà al taller de costura que les germanes Dominiques de l'Anunciata dirigien al monestir de Montserrat. Entrà en aquesta congregació l'11 de setembre de 1920, professant a la casa mare de Vic el 5 d'abril de 1922, on quedà destinada i es dedicà a fer classes de costura i a atendre les nenes. Posteriorment la destinaren a Horta, Barcelona, i després al convent del carrer Trafalgar, també a Barcelona, com a cuinera. Allà fou detinguda pels comitès comunistes.

### Martiri
El 27 de juliol de 1936, durant la persecució religiosa de la Guerra civil espanyola, el convent de Trafalgar fou assaltat per milicians i interrogaren les germanes. Identificades cinc d'elles, Ramona Fossas Romans, Adelfa Soro, Ramona Perramon Vila i Otilia Alonso, les traslladaren a diferents comitès, on les obligaren a renunciar a la seva condició de religioses per obtenir la llibertat, però elles s'hi negaren. Els milicians comunistes les pujaren a un camió i les portaren a Vallvidrera, on les dispararen una a una a mesura que baixaven del vehicle. Un grup de metges d'un campament proper hi acudiren poc després. Trobaren mortes tres de les religioses, però dues d'elles sobrevisqueren algunes hores i les traslladaren a un hospital, on pogueren narrar el que els havia passat.

## Beatificació
Teresa Prats fou beatificada per Benet XVI el 28 d'octubre de 2007 a Roma amb unes altres 497 víctimes de la persecució religiosa, incloses les seves companyes de martiri i altres dominiques de l'Anunciata de Manresa: Reginalda Picas i Rosa Jutglar. La seva festa se celebra el 6 de novembre.